# George Stults
George Sheehy Stults (* 16. August 1975 in Detroit, Michigan, USA) ist ein US-amerikanischer Schauspieler.

## Biografie
Stults wuchs gemeinsam mit seinem jüngeren Bruder Geoff bei seinen Eltern in Colorado auf.
Er wollte zunächst überhaupt nicht Schauspieler werden. So hatte er bereits ein Wrestling-Stipendium für die University of Southern Colorado in der Tasche, brach diese im dritten Jahr jedoch ab, und wechselte aufs Whittier College, um so näher bei seinem Bruder sein zu können. Sein Berufswunsch war es, Offizier bei der United States Navy zu werden.
Entdeckt wurde er erst im Jahr 2000 von einem Werbeagenten, während er am Sunset Boulevard in Los Angeles zu Mittag aß. Geoff Stults war zu diesem Zeitpunkt bereits seit knapp einem Jahr in der Branche tätig.
Georges erster und bis dato letzter Auftrag als Modell war für Liz Claibornes Männerparfüm Bora Bora.
2001 erfolgte sein Filmdebüt in einer Episode von Will & Grace.
Von 2002 bis 2007 spielt er in der Fernsehserie Eine himmlische Familie Kevin Kinkirk, den Ehemann von Lucy Camden/Kinkirk. In einigen Episoden spielt auch Geoff mit, der auch in der Serie seinen Bruder mimt.

## Filmografie
- 2001: Will & Grace (1 Folge)
- 2001: Friends (1 Episode)
- 2001: Meine Familie – Echt peinlich (Maybe It's Me, 1 Folge)
- 2002–2007: Eine himmlische Familie (114 Folgen)
- 2004: Snowman's Pass
- 2006: Four Extraordinary Women
- 2009: Blood Snow (Originaltitel: Necrosis)
- 2009: Hydra – The Lost Island (Hydra, Fernsehfilm)
- 2010: American Bandits: Frank and Jesse James
- 2011: Borderline Murder – Schönheit um jeden Preis (Fernsehfilm)
- 2012: The Finder (Fernsehserie, 1–13 Der Junge mit dem Eimer als „Langston Sherman“)
- 2014: Melissa & Joey (Folge 4x14)
- 2016: Zoo (1 Folge)

## Auszeichnung
George Stults wurde 2003 für seine Darstellung in Eine himmlische Familie mit dem Teen Choice Award ausgezeichnet.